# Kurzschnabeltaube
Die Kurzschnabeltaube (Patagioenas nigrirostris, Syn.: Columba nigrirostris),  ist eine Art innerhalb der Gattung der Amerikanischen Feldtauben. Es ist eine kleine, kompakte und dunkel gefiederte Taube, die im Zentralamerika vorkommt. Es werden keine Unterarten für diese Taube beschrieben.
Die Bestandssituation der Kurzschnabeltaube wurde 2016 in der Roten Liste gefährdeter Arten der IUCN als „Least Concern (LC)“ = „nicht gefährdet“ eingestuft.

## Merkmale
Kurzschnabeltauben erreichen eine Körperlänge zwischen 26 und 31 Zentimeter. Sie wiegen zwischen bis 128 und 236 Gramm. Der Geschlechtsdimorphismus ist nicht sehr ausgeprägt.
Bei den Männchen sind der Scheitel, der Hinterhals und der Mantel braunviolett und gehen auf dem Rücken und Bürzel in ein dunkleres Olivbraun mit einem violetten Schimmer über. Die Flügeldecken und die Armschwingen sind dunkel olivbraun, die Handschwingen und die Schwanzfedern sind dunkelbraun.
Das Gesicht ist braunviolett, aber mit etwas mehr Grautönen als der Scheitel. Die Kehle, der Vorhals und die Körperunterseite von der Brust bis zu den Unterschwanzdecken sind violettgrau.
Weibchen sind ähnlich gefärbt wie die Männchen, jedoch insgesamt etwas matter und es fehlt ihnen der violette Schimmer des Gefieders. Jungvögel gleichen den Weibchen. Ihr Kopf, Hals und Brust sind jedoch graubraun.
Die Iris ist bei beiden Geschlechtern dunkel rotbraun oder pink bis weinrot. Der Orbitalring ist sehr schmal und von roter Farbe. Der Schnabel ist im Vergleich zur Körpergröße klein und kräftig und von schwarzer Farbe. Die Füße sind rot.
Der Ruf der Kurzschnabeltaube ist ein flötendes, helles und melancholisch klingendes wu cu-cu cuuuh, das mehrfach wiederholt wird. Der charakteristische Ruf der Kurzschnabeltaube ist wegen der Ähnlichkeit zu anderen Tauben das einfachste Unterscheidungsmerkmal. Der Flug ist schnell und gradlinig.

## Verwechselungsmöglichkeiten

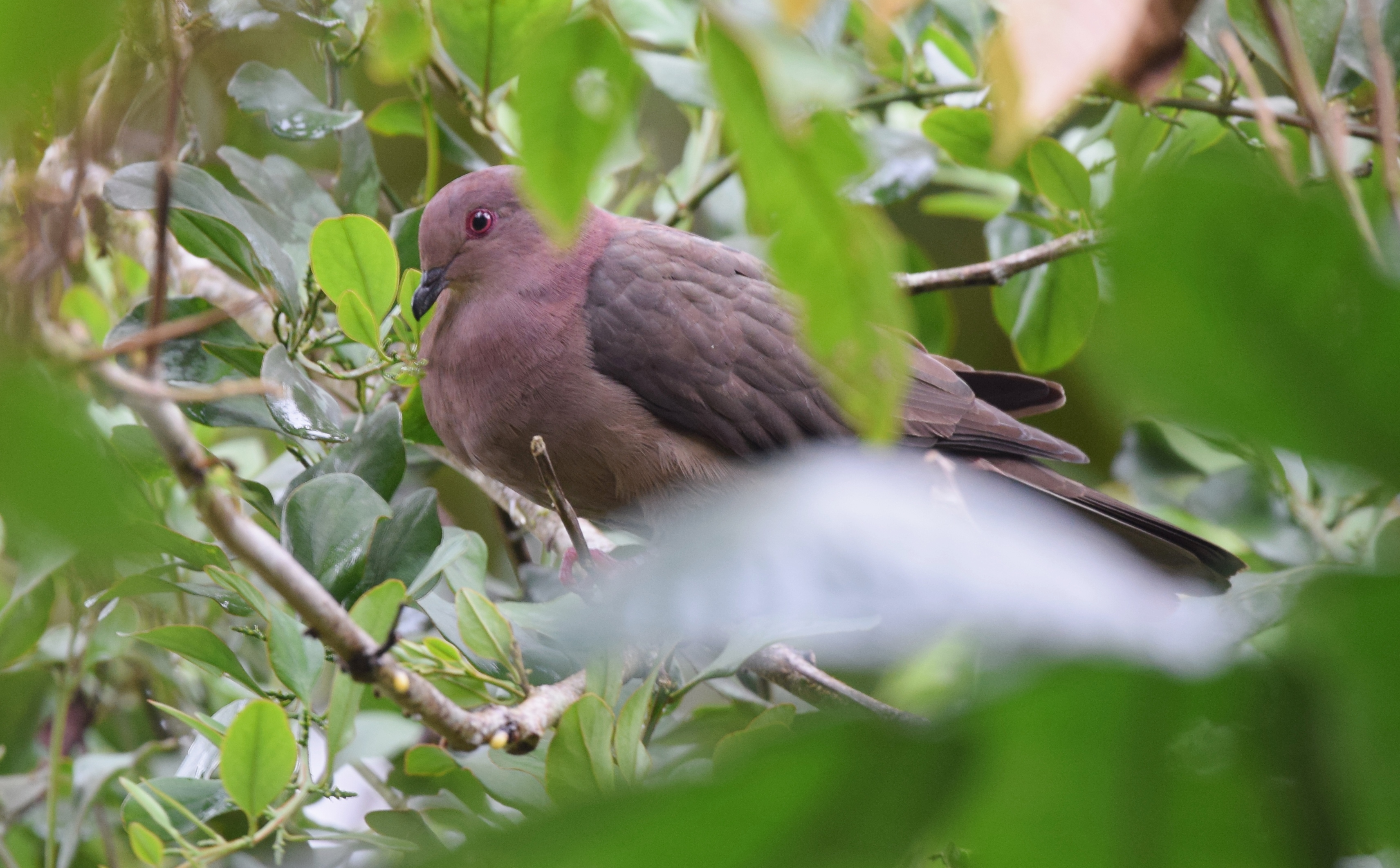
Kurzschnabeltaube

Verwechselungsmöglichkeiten bestehen mit der Nominatform der Purpurtaube sowie der Rotschnabel- und der Rotrückentaube, die alle zur gleichen Gattung gehören.
Die Purpurtaube ist eine Taubenart des Hochlands, das Verbreitungsgebiet der beiden Arten überlappt sich nur gelegentlich. Die beiden Arten sind bei Feldbeobachtungen jedoch kaum voneinander zu unterscheiden. Die Rotschnabeltaube ist deutlich größer als die Kurzschnabeltaube und kommt primär in trockenen Wäldern vor. Wichtigstes Unterscheidungsmerkmal sind die teilweise blaugrauen Flügeldecken der Rotschnabeltaube. Die Rotrückentaube hat anders als die Kurzschwanztaube einen hellen bis weißlichen Bauch und einen hellen Bürzel. Die Schwanzfedern sind von einem helleren Grau.

## Verbreitungsgebiet und Lebensraum
Das Verbreitungsgebiet der Kurzschnabeltaube reicht vom Südosten Mexikos über Honduras, Nicaragua und Costa Rica bis zum Nordwesten Kolumbiens.
In den niederschlagsreichen Wäldern des Tieflands Mexikos ist die Kurzschnabeltaube häufig. Sie kommt dort in Höhenlagen bis zu 1000 Metern vor. Im Osten Panamas, im Westen Costa Ricas und in Kolumbien kommt die Kurzschnabeltaube auch bis in Höhenlagen von 1500 Metern vor.

## Lebensweise
Die Kurzschnabeltaube ist eine baumbewohnende Taubenart niederschlagsreicher tropischer Wälder. Sie kommt entweder einzeln oder in Paaren vor und sitzt häufig auf abgestorbenen Ästen oder in der Krone einzelner Bäume in Waldlichtungen. Nur sehr selten kommt die Kurzschnabeltaube auch auf den Boden, um dort Gastrolithen aufzunehmen. Sie hält sich meist im oberen Baumbereich auf und nutzt auch Sekundärwälder. Sie frisst verschiedene Früchte und Beeren und zeigt eine besondere Vorliebe für die Beeren von Misteln.
In Costa Rica brütet die Kurzschnabeltaube von März bis August. In Panama dagegen wurden brütende Vögel auch im Juni festgestellt. Das Nest ist eine lose Plattform, die in einem Baum zwischen fünf und 30 Meter über der Erdoberfläche errichtet wird. Das Gelege besteht aus lediglich einem einzelnen Ei.

## Einzelbelege
1. ↑  Patagioenas nigrirostris in der Roten Liste gefährdeter Arten der IUCN 2016. Eingestellt von: BirdLife International, 2016. Abgerufen am 10. Oktober 2017.
2. 1 2 3 4 5  Gibbs, Barnes, Cox: Pigeons and Doves. S. 232.
3. ↑  Kurzschnabeltaube auf Xeno-Canto, abgerufen am 24. September.